# یرس
یرس (به اسپانیایی: Llers) یک شهرستان در اسپانیا است که در استان خرنا واقع شده‌است.

## خصوصیات
یرس ۲۱٫۲۵ کیلومترمربع مساحت و ۱٫۱۹۳ نفر جمعیت دارد و ۱۴۲ متر بالاتر از سطح دریا واقع شده‌است.